# Тур (подводная лодка)
«Тур», «ПЛ-3», «Товарищ», «У-4», «Б-8» — подводная лодка российского императорского флота типа «Барс». Построена в 1914—1916 годах, получила имя европейского дикого быка, входила в состав Балтийского флота. Участвовала в Первой мировой войне, совершила один боевой поход, числилась в строю до 1936 года.

## История строительства
«Тур» был заложен 3 июля 1914 года на заводе «Ноблесснер» в Ревеле, предназначался для Балтийского флота. Спуск на воду состоялся 20 мая 1917 года, тогда же лодка была зачислена в состав 5-го дивизиона Дивизии подводных лодок Балтийского моря. Во время строительства ниши бортовых торпедных аппаратов «Тура» были заменены на небольшие углубления на палубе по типу ПЛ «Леопард». Из-за отсутствия заложенных в проекте мощных дизелей (2х1320 л. с.) на «Тур» были установлены два дизеля по 250 л. с. производства Коломенского завода.

## История службы
8 августа 1917 года подводная лодка «Тур» под командованием Г. Е. Вейгелина вступила в строй, базировалась на Ревель, но в том же месяце перешла в Гангэ. В октябре 1917 года совершила боевой поход к югу Моонзунда для противостояния немецкому флоту в готовящейся Моонзундской операции. Успехов не достигла.
Экипаж «Тура» активно участвовал в событиях Февральской и Октябрьской революций.

### Служба в советском флоте
25 октября 1917 года «Тур» вошёл в состав Красного флота. В 1918 году лодка с группой других кораблей участвовала в Ледовом походе, в феврале перейдя из Ревеля в Гельсингфорс, а в апреле — из Гельсингфорса в Кронштадт. «Тур» начал переход на буксире за броненосцем «Республика», однако в первую же ночь протаранил корму броненосца, повредил себе нос, остаток пути лодка проделала буксируемая ледокольным буксиром «Силач». В Кронштадте были обнаружены повреждения надстройки и носовых балластных цистерн от давления льда. После окончания ремонта «Тур» был переведён на Ладожское озеро, где действовал до ноября.
1 октября 1921 года «Тур» был переименован в «ПЛ-3», а 31 декабря 1922 года получил имя «Товарищ». В 1923-24 годах лодка прошла капитальный ремонт с установкой палубных орудий калибра 75 мм и демонтажом палубных торпедных аппаратов.
До 1932 года «Товарищ» находился в боевом строю, участвовал в учебных походах, в том числе посетил Копенгаген. 21 марта 1933 года передан Учебному отряду подводного плавания, предположительно переименован в «У-4». 15 сентября 1934 года переименована в «Б-8».
8 марта 1936 года выведена из состава флота, переоборудована в плавучую зарядовую станцию, служила в этом качестве до конца 1940 года, после чего окончательно списана, поставлена на прикол в Кронштадте, и в 1949 году разделана на металл.